# Astrid Setterwall-Ångström
Astrid Setterwall-Ångström,  född 22 april 1895 i Stockholm, död 3 oktober 1982 i Lidingö, var en svensk skriftställare, målare, tecknare och grafiker.
Astrid Setterwall var dotter till häradshövding Nils Setterwall och Jane Henrika Magnét och från 1919 gift med överingenjören Tord Ångström. Hon studerade vid Althins målarskola i Stockholm 1914–1915, vid Konsthögskolan 1915–1918 samt vid akademiens etsningsskola för Axel Tallberg därefter studerade hon etsning privat i Paris 1920. Hon företog även många studieresor och vistades därefter under längre perioder i Kanada och USA. Separat ställde hon ut bland annat ut på Ekströms konstsalong 1927, Atelier Borgila 1944 samt i Montreal 1947. Tillsammans med Axel Wallenberg ställde hon ut i Gävle och Linköping. Hon medverkade i utställningen Svensk konst som visades på Valand-Chalmers samt i Grafiska sällskapets utställningar på Liljevalchs konsthall och Konstakademin i Stockholm samt ett tiotal grupputställningar. 
Hennes konst består av porträtt på barn och åldringar samt landskapsskildringar utförda i måleri, teckning och grafik. Som skriftställare har hon givit ut ett par diktsamlingar bland annat Vägar 1940 och Strängar 1944. Hon skrev en bok om Carl Milles 1956 och sammanställde Upendra Krishna Duffs bok Tankar om livet. Dessutom har hon medverkat med artiklar om konst i olika tidskrifter. Setterwall Ångström finns representerad vid Stockholms stadshus, Norrköpings konstmuseum och The Art Association of Montreal.